# ドラゴンボールZ 悟空飛翔伝
『ドラゴンボールZ 悟空飛翔伝』（ドラゴンボールゼット ごくうひしょうでん）は、1994年11月25日に日本のバンダイから発売されたゲームボーイ用タクティカルロールプレイングゲーム。
フジテレビ系テレビアニメ『ドラゴンボールZ』（1989年 - 1996年）を題材としたゲームボーイ用ソフト第1作目であり、孫悟空視点で描かれているアドベンチャー形式のコマンド入力バトルゲーム。パンチやキックなど、悟空も敵キャラクターも含め用意されたグラフィックはすべて原作の一部シーンを再現させたものである。
開発はベックが行い、プロデューサーはスーパーファミコン用ソフト『ドラゴンボールZ 超武闘伝3』（1994年）を手掛けた磯貝健夫、ディレクターはスーパーファミコン用ソフト『機動警察パトレイバー』（1994年）を手掛けた飯田和憲、ゲーム・デザインは『機動警察パトレイバー』を手掛けた鎌田政宏、音楽は『A列車で行こうシリーズ』を手掛けた山田耕治が担当している。
本作の売上により、漫画『ドラゴンボール』（1984年 - 1995年）を題材としたゲームシリーズは発売本数1000万本を突破した。

## ゲーム内容

### システム
ストーリー
悟空視点で描かれたストーリーモード、第二十三回天下一武道会（第1部）からサイヤ人編（第2部）までを追体験できる。
天下一武道会
8人トーナメントで戦うモード。ストーリーモードの進行具合によりキャラクターが変わる。
対戦
悟空と他のキャラクターで対戦できるモード。スーパーゲームボーイでのみプレイ可能。1P（コントローラー）は使用キャラクターが悟空で固定され、2Pのみ他のキャラクターを任意で選べる。
修行
本編の界王様の修行の練習ができる。

### 修行
レンガをうて
界王様が操るレンガに元気玉を当てる修行。KIの上限が上げる。
バブルスをつかまえろ
AボタンとBボタンを交互に連打して、逃げるバブルスを追いかけて捕まえる修行。スピードが上がる。
かいおうをこえろ
界王拳を覚える修行。界王印の点滅に合わせてABボタンを押すことにより、ゲージを満タンにし左右から来る光に合わせてABボタンを押し続けることができたらOK。どれだけ成功させたかによって界王拳の倍率が上がる。
ヘビのみち
長い蛇の道を走り、界王星を目指して走るミニゲーム。クリアタイムにより界王星での上記3つの修行回数に関係してくる。Bボタンでダッシュし、Aボタンのジャンプの時にAボタンを押しっぱなしにするとエネルギーを消費し舞空術ができる。

## 登場キャラクター
孫悟空
本作の主人公。瀕死状態で勝ったり戦いの中どの技をどれだけ使ったかによりステータスや技がパワーアップする。またパンチ・キック・特殊は使い続けるとレベルが上がったり、新たな技が使用可能になる。太陽拳は敵の回避率減少、残像拳は回避率上昇効果がある。修行で覚えられる界王拳は気の最大値を消費し1ターンだけBPを上げることができる。
特殊技（ラッシュ、Sラッシュ、かめはめ波蹴り、エネルギー弾、残像拳（×2 - 4）、太陽拳、界王拳（×2 - 4）、かめはめ波、超かめはめ波、元気玉、超元気玉）
コピー悟空（コピーごくうと表記）
ミスター・ポポが作り、神様が命を吹き込んだ悟空の偽者。悟空の卒業試験の相手として登場し、最初に戦うことになる。
ヤムチャ
悟空の仲間。少ないKIで光線技を使う。
特殊技（狼牙風風拳、操気弾、かめはめ波、新狼牙風風拳）
クリリン
悟空の親友。ピッコロ大魔王の部下（タンバリン）に殺されたが、ドラゴンボールにより復活。多彩な光線技を使う。
特殊技（エネルギー弾、連続エネルギー弾、かめはめ波、気円斬、分散エネルギー波、連続気円斬）
天津飯（てんしんはんと表記）
元鶴仙流の武道家。ヤムチャとクリリン以上に戦闘力が高い。また相手の攻撃を撥ね返す「気合返し」を持つ。対戦では気を溜めてエネルギー弾を撃たなければ気功砲が使えない。
特殊技（太陽拳、エネルギー弾、四身の拳、気功砲）
桃白白（タオパイパイと表記）
鶴仙人の弟で、かつて悟空に敗れた殺し屋。天下一武道会1回戦で対戦すると、大口を叩いて悟空に向かってくる。
特殊技（スーパーどどん波、剣）
チチ（匿名希望）
過去に悟空と婚約した牛魔王の娘。自分のことを忘れた悟空に向かってくる。
天下一武道会1回戦で対戦すると、数ターンの間、一方的に攻撃を受けることになる。
また対戦しなかった場合、ピッコロとの戦いの後、結婚イベントが挿入される。
ピッコロ（マジュニア）
悟空が倒したピッコロ大魔王の生まれ変わり。第1部のボス。
特殊技（気合砲、魔貫光殺砲、爆裂波）
ラディッツ
悟空の実兄。スピード値が高い。反面、大技に相当する技がない。
特殊技（エネルギー弾）
サイバイマン
土から誕生する人工生物。原作では悟空とは戦っていない。
特殊技（溶解液）
ナッパ
ベジータと共に襲来したサイヤ人。防御力が高い。
特殊技（エネルギー弾、気合砲、衝撃波）
ベジータ
サイヤ人の王子。第2部のボスで、本作の最終ボス。ギャリック砲は規格外の威力を誇る。ある程度ダメージを与えると大猿に変身するが、天下一武道会モードでは変身しない。
特殊技（エネルギー弾、ギャリック砲、ラッシュ、爆裂波）

## スタッフ
- エグゼクティブ・プロデューサー：間庭英作、東海林隆、宮河恭夫
- プロデューサー：磯貝健夫
- アシスタント・プロデューサー：鈴木敏弘、内山大輔
- ディレクター：飯田和憲
- メイン・プログラマー：きよのみつとし
- サブ・プログラマー：かわかみひろし
- CGデザイナー：宇野道夫、真野仁志、高屋敷哲
- ゲーム・デザイン：鎌田政宏
- インターベック・スタッフ
  - 音楽：山田耕治
  - GBサウンド・ドライバー：平沢道也
  - GBサウンド・デザイン：佐々木筑柴
  - GB効果音：西澤洋
  - アシストワーク：古田真美、渡辺浩孝、河阪由美子
- スペシャル・サンクス
  - 週刊少年ジャンプ・スタッフ：堀江信彦、武田冬門、町田宗治
  - Vジャンプ・スタッフ：鳥嶋和彦、岡本堅史、松本常男、赤松直人、清野義孝、岩原誠

## 評価
- ゲーム誌『ファミ通』の「クロスレビュー」では、6・4・4・4の合計18点（満40点）を獲得[4]。レビュアーからは「大風呂敷を広げず、コンパクトにまとめた仕様が、携帯機にちょうどよかった」「戦略性が希薄で楽しめない」「ひと試合にかかる時間が長いのもツライ」「"避け"が極まってくると、1回の戦闘が長時間に及んでしまう」など、否定的な評価が多く挙げられた[6]。

- ゲーム誌『ファミリーコンピュータMagazine』の読者投票による「ゲーム通信簿」での評価は以下の通りとなっており、20.6点（満30点）となっている[5]。

| 項目 | キャラクタ | 音楽 | お買得度 | 操作性 | 熱中度 | オリジナリティ | 総合 |
| 得点 | 3.7        | 3.1  | 3.3      | 3.3    | 3.6    | 3.6            | 20.6 |

## 関連書籍
- Vジャンプゲームブックスシリーズ ゲームボーイ ドラゴンボールZ 悟空飛翔伝 - 集英社、1995年1月3日、雑誌 67301-15

攻略本。ドラゴン鈴木によるシステムを解説。袋とじには隠し技が記載されている。